# كأس الجبل الأسود 2011–12
كأس الجبل الأسود 2011–12 هو الموسم 6 من كأس الجبل الأسود. أقيم خلال الفترة 25 أغسطس 2011 وحتى 23 مايو 2012، وأشرف على تنظيمه اتحاد الجبل الأسود لكرة القدم، وكان عدد الأندية المشاركة فيه 30، وفاز فيه FK Čelik Nikšić ‏.